# 德克萨斯驿站赌场酒店
德克萨斯驿站（英語：Texas Station），另一个广为人知的名称为德克萨斯驿站赌场酒店（Texas Station Gambling Hall & Hotel），坐落于美国内华达州北拉斯维加斯，由驿站赌场集团独资持有。

## 历史
该酒店于1995年7月12日开张，包括200个客房和8500平米的赌场。整个酒店由Marnell Corrao Associates设计建造。